# Lymeon tuheitensis
Lymeon tuheitensis är en stekelart som först beskrevs av Charles Thomas Brues och Richardson 1913.  Lymeon tuheitensis ingår i släktet Lymeon och familjen brokparasitsteklar. Inga underarter finns listade i Catalogue of Life.